# Верхняя Кардаиловка
Верхняя Кардаиловка — село в Кваркенском районе Оренбургской области в составе Уральского сельсовета.

## География
Находится на расстоянии примерно 57 километров по прямой на запад-северо-запад от районного центра села Кваркено.

## Климат
Климат резко континентальный с недостаточным количеством осадков в течение года (около 350 мм). Зима (начало ноября — конец марта) умеренно холодная с устойчивыми морозами. Преобладающая дневная температура воздуха в наиболее холодные месяцы — −12…−16 °C, ночная — −17…−20 °C (абс. мин. — −46 °C). Снежный покров устанавливается в конце ноября, толщина его к концу февраля достигает 40 см. Весна (конец марта — конец мая) в первой половине прохладная, во второй — тёплая. Снежный покров сходит в начале апреля. По ночам до конца мая возможны заморозки. Лето тёплое, преимущественно с ясной погодой. Преобладающая дневная температура воздуха 22—24 °C (абс. макс. 40 °C), ночная 14—16 °C. Периодически бывает засуха. Осень (конец августа — начало ноября) в первой половине малооблачная, тёплая. Во второй половине преобладает пасмурная погода с затяжными моросящими дождями. В конце сезона выпадает снег. Ночные заморозки начинаются с конца сентября.

## История
Было основано в период массового переселения безземельных крестьян с Украины, Поволжья, центральных губерний России в 1895—1910 годах.

## Население
Постоянное население составляло 276 человек в 2002 году (русские 56 %, казахи 36 %), 238 человек в 2010 году.